# Sillamäe
Sillamäe é uma cidade da Estónia. Pertence à região de Ida-Viru.